# Pacho Rodríguez
José Francisco „Pacho“ Rodríguez Maldonado (* 5. Juni 1960 in Duitama) ist ein ehemaliger kolumbianischer Radrennfahrer.

## Sportliche Laufbahn
Rodríguez war im Straßenradsport aktiv. Von 1984 bis 1991 war er Berufsfahrer. Er gewann die Etappenrennen Clásico RCN 1985, die Vuelta a Cundinamarca 1989 und 1990, die Vuelta a Boyacá 1990. 1985 wurde er Dritter in der Vuelta a España. Etappensiege holte er im Rennen Critérium du Dauphiné (zweifach) und in der Vuelta a España (zweifach) 1984, sowie in der Vuelta a España 1987, in der Vuelta a Colombia 1981 (zweifach), 1983, 1984 und 1990 (zweifach).
Die Tour de France fuhr er viermal. 1984 wurde er 45., 1985, 1986 und 1987 beendete er die Rundfahrt nicht. In der Vuelta a España war er fünfmal am Start. Neben dem 3. Platz 1985 wurde er 1987 48., 1990 15. 1986 und 1988 kam er nicht ins Ziel. In der Vuelta a Columbia wurde er 1984 Zweiter und 1990 Dritter.